# Cantó de Neufchâtel-en-Bray
El cantó de Neufchâtel-en-Bray és un cantó del departament francès del Sena Marítim, a la regió de Normandia. Està inclòs al districte de Dieppe i té 23 municipis. El cap cantonal és Neufchâtel-en-Bray.

## Municipis
- Auvilliers
- Bouelles
- Bully
- Callengeville
- Esclavelles
- Fesques
- Flamets-Frétils
- Fresles
- Graval
- Lucy
- Massy
- Ménonval
- Mesnières-en-Bray
- Mortemer
- Nesle-Hodeng
- Neufchâtel-en-Bray
- Neuville-Ferrières
- Quièvrecourt
- Saint-Germain-sur-Eaulne
- Saint-Martin-l'Hortier
- Saint-Saire
- Sainte-Beuve-en-Rivière
- Vatierville

## Història
| Data d'elecció                           | Identitat        | Partit                           | Qualitat |
| ---------------------------------------- | ---------------- | -------------------------------- | -------- |
| 1945-1961                                | Fernand Langlois | Divers droite                    |          |
| 1961-1992                                | Charles Ferrant  | MRP, després CD, després UDF-CDS |          |
| 1992-                                    | Dany Minel       | Divers gauche                    |          |
| les dades anteriors no són pas conegudes |                  |                                  |          |
|                                          |                  |                                  |          |

## Demografia
| A partir de 1990: Població sense dobles comptes |